# Psaume 110 (109)

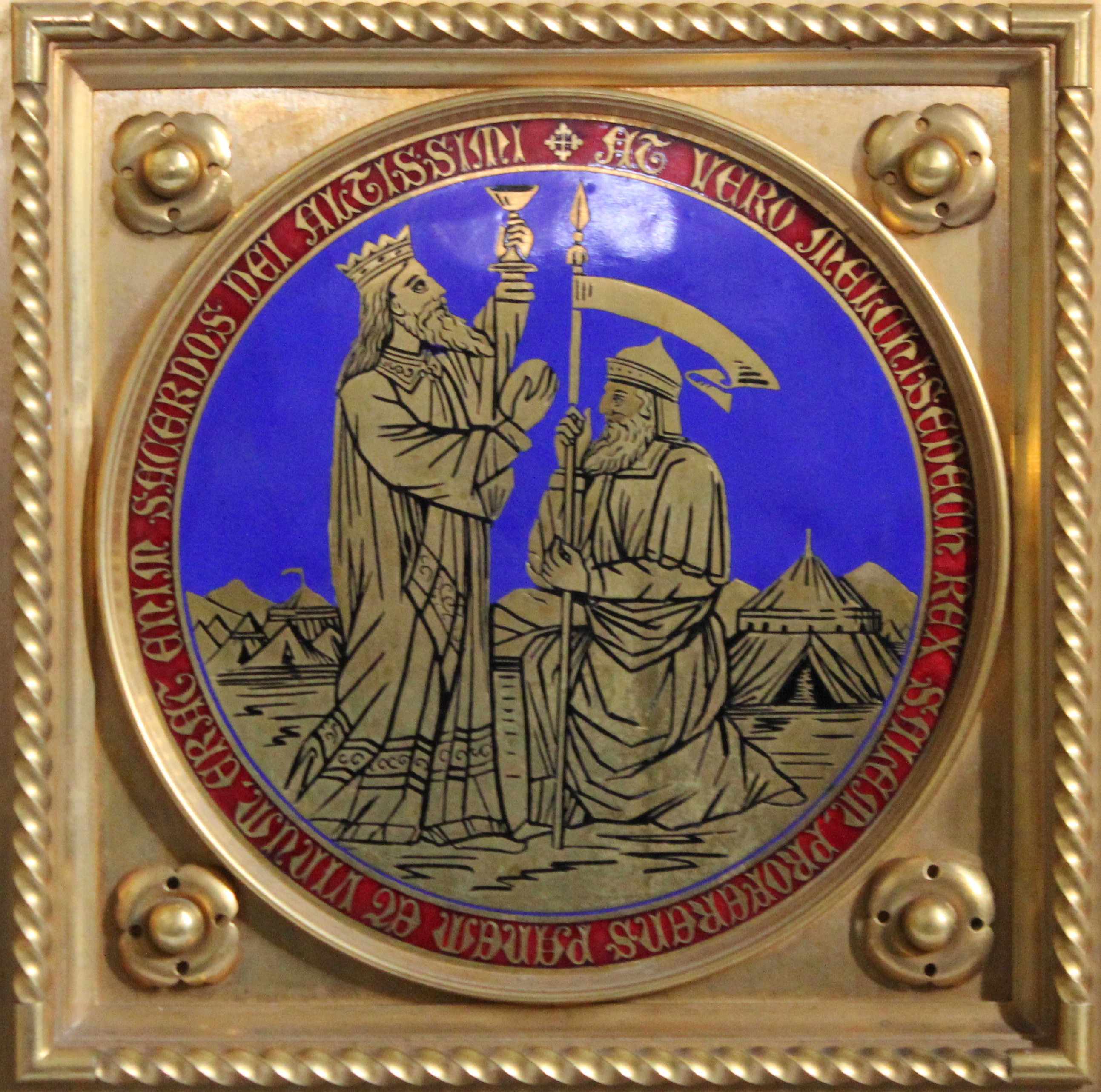
Le maître-autel de l'église des dominicains, à Friesach, en Autriche : Abraham rencontre Melkisédek.

Le psaume 110 (109 selon la numérotation grecque) est un psaume royal attribué à David. Il est appelé en latin Dixit Dominus. C'est l'un des psaumes les plus populaires dans la liturgie chrétienne et dans le Nouveau Testament. Il est parfois considéré comme le fil conducteur de l'épître aux Hébreux.

## Texte
| verset | hébreu                                                           | traduction française de Louis Segond | Vulgate latine                                                                                                |
| ------ | ---------------------------------------------------------------- | --- | --- |
| 1      | לְדָוִד, מִזְמוֹר:נְאֻם יְהוָה, לַאדֹנִי—שֵׁב לִימִינִי; עַד-אָשִׁית אֹיְבֶיךָ, הֲדֹם לְרַגְלֶיךָ | Parole de l’Éternel à mon Seigneur : Assieds-toi à ma droite, jusqu’à ce que je fasse de tes ennemis ton marchepied.                                   | [David psalmus] dixit Dominus Domino meo sede a dextris meis donec ponam inimicos tuos scabellum pedum tuorum |
| 2      | מַטֵּה-עֻזְּךָ—יִשְׁלַח יְהוָה, מִצִּיּוֹן; רְדֵה, בְּקֶרֶב אֹיְבֶיךָ                        | L’Éternel étendra de Sion le sceptre de ta puissance : Domine au milieu de tes ennemis !                                                               | Virgam virtutis tuæ emittet Dominus ex Sion dominare in medio inimicorum tuorum                               |
| 3      | עַמְּךָ נְדָבֹת, בְּיוֹם חֵילֶךָ:בְּהַדְרֵי-קֹדֶשׁ, מֵרֶחֶם מִשְׁחָר; לְךָ, טַל יַלְדֻתֶיךָ          | Ton peuple est plein d’ardeur, quand tu rassembles ton armée ; avec des ornements sacrés, du sein de l’aurore ta jeunesse vient à toi comme une rosée. | Tecum principium in die virtutis tuæ in splendoribus sanctorum ex utero ante luciferum genui te               |
| 4      | נִשְׁבַּע יְהוָה, וְלֹא יִנָּחֵם—אַתָּה-כֹהֵן לְעוֹלָם;עַל-דִּבְרָתִי, מַלְכִּי-צֶדֶק             | L’Éternel l’a juré, et il ne s’en repentira point : Tu es sacrificateur pour toujours, à la manière de Melchisédek.                                    | Juravit Dominus et non pœnitebit eum tu es sacerdos in æternum secundum ordinem Melchisedech                  |
| 5      | אֲדֹנָי עַל-יְמִינְךָ; מָחַץ בְּיוֹם-אַפּוֹ מְלָכִים                                | Le Seigneur, à ta droite, brise des rois au jour de sa colère.                                                                                         | Dominus a dextris tuis confregit in die iræ suæ reges                                                         |
| 6      | יָדִין בַּגּוֹיִם, מָלֵא גְוִיּוֹת; מָחַץ רֹאשׁ, עַל-אֶרֶץ רַבָּה                       | Il exerce la justice parmi les nations : tout est plein de cadavres ; il brise des têtes sur toute l’étendue du pays.                                  | Judicabit in nationibus implebit ruinas conquassabit capita in terra multorum                                 |
| 7      | מִנַּחַל, בַּדֶּרֶךְ יִשְׁתֶּה; עַל-כֵּן, יָרִים רֹאשׁ                                 | Il boit au torrent pendant la marche : C’est pourquoi il relève la tête.                                                                               | De torrente in via bibet propterea exaltabit caput                                                            |

Le verset 3 du texte hébreu diffère des traductions grecque (Septante) et latine (Vulgate) réalisées dans l'Antiquité. La Bible de Jérusalem parle à cet égard de "vocalisation fautive" du texte hébreu reçu actuellement alors que selon la Bible Osty  "le texte hébreu a peut-être mieux conservé le sens originel". Ce verset a été traduit dans la Bible de Jérusalem ainsi : "À toi le principat au jour de ta naissance, les honneurs sacrés dès le sein, dès l’aurore de ta jeunesse". La Traduction Œcuménique de la Bible (TOB) reprend le texte hébreu en soulignant en note les difficultés et signale des variantes de certains manuscrits hébreux et syriaques qui indiquent, comme le grec, "je t'ai engendré" et non "ta jeunesse".

## Thème du psaume

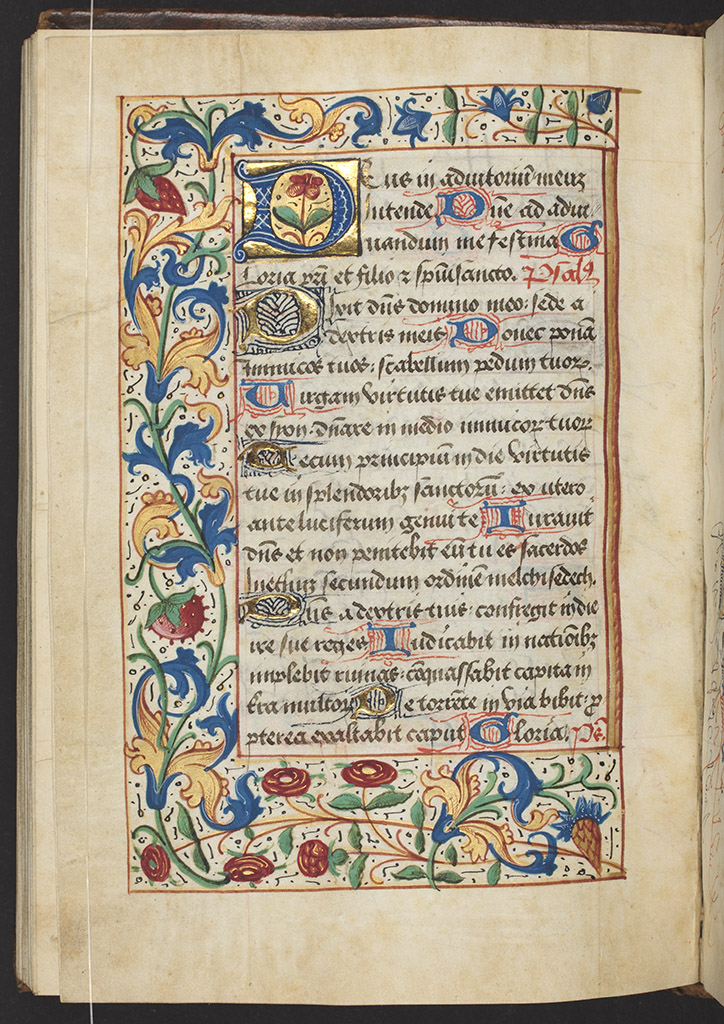
Book de Hours, (1511AD)

Le psaume comprend deux parties sur le thème du roi à la structure très proches : les versets 1 à 3, puis les versets 4 à 7. Chaque partie commence par un oracle de l'Éternel, qui est ensuite commenté par le psalmiste. En plus d'être un psaume royal, le psaume 110 peut être vu comme un psaume d'intronisation, avec quatre étapes qui apparaissent : le roi prend place sur le trône, reçoit le sceptre de même que l'adoption divine, avant d'être assuré de vaincre l'ennemi.
Le roi siégeant à la droite de Dieu est une situation que l'on retrouve chez les Égyptiens. Cela exprime que le roi agit comme lieutenant terrestre de Dieu. L'escabeau est un élément important de la deuxième étape de l'intronisation. C'est un emblème du pouvoir royal, et il apparaît aussi dans des représentations égyptiennes et mésopotamiennes, exprimant la victoire sur l'ennemi et sa domination. Le texte hébreu du verset 3 est obscur. La filiation divine peut exprimer une relation privilégiée du roi à l'Éternel. La mention de Melchisédech est étonnante, car les fonctions royale et sacerdotale étaient distinctes dans les royaumes juis. Toutefois, Melchisédech et parfois David sont deux exceptions à cette règle. L'association des deux fonctions conduit les Chrétiens à donner un sens d'annonce messianique au Psaume 110.

## Référence au psaume

### Dans le judaïsme
Les versets 6 et 7 du psaume 110 sont les deux versets finaux de l’élégie Av HaRahamim, pour glorifier les martyrs juifs. 
Le psaume est passé relativement inaperçu dans la tradition juive

### Dans le christianisme

#### Dans le Nouveau Testament
Ce psaume est le texte de l'Ancien Testament qui est le plus cité dans le Nouveau. 
Tout d'abord, Jésus dit dans son enseignement dans le Temple:" Comment les scribes peuvent-ils dire que le Christ est fils de David? C'est David lui-même qui a dit dans l'Esprit Saint : Le Seigneur a dit à mon Seigneur, siège à ma droite jusqu'à ce que j'aie mis tes ennemis sous tes pieds. David en personne l'appelle Seigneur; comment alors peut-il être son fils?"(Marc 12, 35-37). Jésus, en rappelant que David appelle le Christ son Seigneur, il implique que le Messie existait avant David, comme l'indique la suite du psaume dans la version grecque " Avant l'étoile du matin, je t'ai engendré, écho direct de l'engendrement du Messie dans le psaume 2, 7.
Par ailleurs, Saint Pierre cite le psaume dans son discours de Pentecôte  (Actes des Apôtres 2, 34-35) qui est un morceau de prédication apostolique, et la première Épitre de saint Pierre s'y reporte. En outre l'Épitre aux Hébreux s'y réfère (Hébreux 1, 3; 1, 13 et  8, 3), de même que  différentes épitres (Romains 1, 4; Ephésiens (1, 20); Philippiens (2, 9) et Colossiens 3, 1).

#### Premiers chrétiens
Le psaume, synthèse du messianisme royal et sacerdotal est cité presque tout entier à titre de Testimonia  dans la catéchèse primitive. Pour le second siècle, on pourrait citer la Démonstration de la prédication apostolique (48) d'Irénée de Lyon, la Lettre de Polycarpe de Smyrne aux Philippiens (2, 3), celle de Barnabé (12, 10-11), et certains apocryphes comme les Oracles sibyllins (2, 241-245), l'Apocalypse de Pierre (6) et l'Ascension d'Isaïe (10, 14)

#### Chez les catholiques
Dans la règle de saint Benoît fixée vers 530, saint Benoît de Nursie attribua les psaumes à partir du 109e/110e jusqu'au 147e aux vêpres, à l'exception de ceux qui étaient réservés pour d'autres Heures. Par conséquent, depuis le haut Moyen Âge, le psaume 109 selon lui était traditionnellement chanté au début de l'office solennel de vêpres du dimanche.

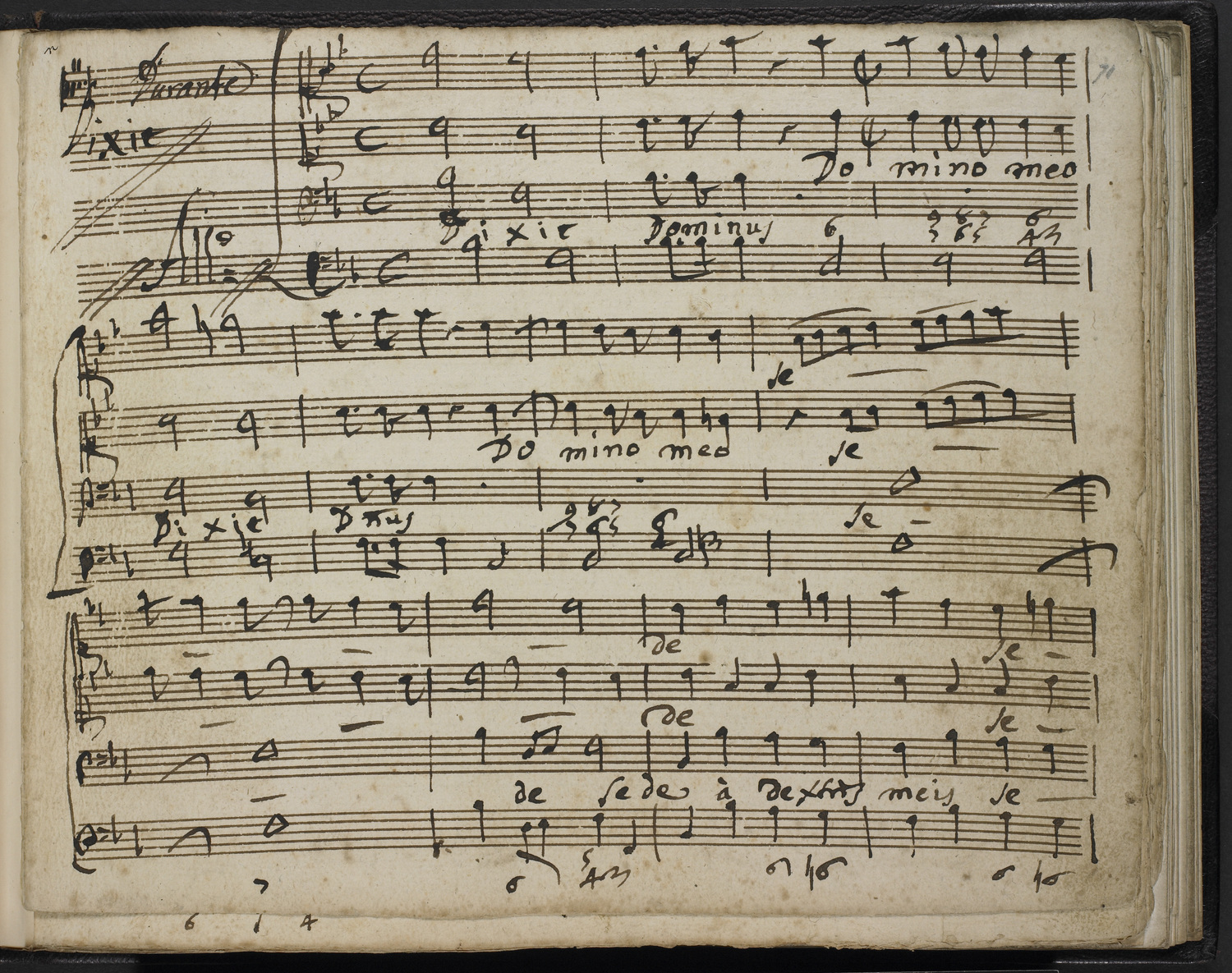
Francesco Durante - Dixit Dominus

Le rite romain conserve cette tradition : ce psaume est récité aux deuxièmes vêpres de chaque dimanche. Avant la réforme liturgique de 1969 on prévoyait sa récitation aussi aux premières vêpres des dimanches et aux vêpres des fêtes de première ou seconde classe. Depuis 1970 on lit des versets de ce psaume à la messe pour la fête du Saint-Sacrement l’année C et le lundi et le mercredi de la seconde semaine ordinaire et le mercredi de la troisième semaine ordinaires des années impaires.

## Mise en musique
Le texte latin a été mis en musique par de nombreux compositeurs, comme Tomás Luis de Victoria au XVIe siècle.
Au XVIIe siècle, Claudio Monteverdi avait intégré ce psaume 109 dans ses fameuses Vêpres de la Vierge et dans son recueil intitulé Selva morale e spirituale. Toujours au XVIIe siècle, Marc-Antoine Charpentier l'a mis en musique à 6 reprises (H.153, H.190, H.197, H.197 a, H.202, H.202a, H.204, H.226).
Il l'a été, également, par Jean-Baptiste Lully, Michel-Richard de Lalande, Charles Levens, Isabella Leonarda et Louis Grénon, aux XVIIe et XVIIIe siècles.
Au XVIIIe siècle encore, ce sont par exemple Alessandro Scarlatti, Antonio Vivaldi, Baldassare Galuppi, Michael Haydn, et en particulier Georg Friedrich Haendel qui composa à 22 ans (1707) un Dixit Dominus resté célèbre.